# Nelly (rappeur)
Pour les articles homonymes, voir Nelly.
Nelly, de son vrai nom Cornell Iral Haynes, Jr., né le 2 novembre 1974 à Austin, au Texas, est un rappeur, chanteur, acteur, entrepreneur américain. Nelly se joint au groupe de hip-hop St. Lunatics en 1993 et signe au label Universal Records en 1999. Sous Universal, Nelly se lance en solo en 2000, avec son premier album Country Grammar, qui contient la chanson homonyme à succès. L'album débute troisième du Billboard 200 puis atteint la première place. Country Grammar est l'album le mieux vendu en date de 2009, avec plus de 8,4 millions d'exemplaires écoulés aux États-Unis. L'album qui suit, Nellyville, contient les singles à succès Hot in Herre et Dilemma en featuring avec Kelly Rowland. Les autres singles incluent Work It avec Justin Timberlake, Air Force Ones avec Murphy Lee et St. Lunatics, Pimp Juice et #1.
Après la publication de Sweat, Suit (2004) et de la compilation Sweatsuit (2006), Nelly continue à générer plusieurs autres hits. Sweat atteint la deuxième place du Billboard 200 avec 342 000 exemplaires vendus la première semaine. Durant la même semaine, Suit débute premier avec 396 000 exemplaires vendus. Le cinquième album de Nelly, Brass Knuckles, est publié le 16 septembre 2008, après plusieurs reports de date. Il contient les singles Party People avec Fergie, Stepped on My J'z avec Jermaine Dupri et Ciara et Body on Me avec Akon et Ashanti. En 2010, Nelly publie l'album 5.0. Le single principal, Just A Dream, est certifié triple disque de platine aux États-Unis. Il contient également les singles Move That Body avec T-Pain et Akon, et Gone, une suite du single Dilemma (2002) en collaboration avec Kelly Rowland.
Nelly remporte des Grammy Awards en 2003 et 2004 et obtient un rôle dans le film The Longest Yard avec Adam Sandler et Chris Rock. Il possède deux marques de vêtements, Vokal et Apple Bottoms. Il est cité par le critique musical Peter Shapiro comme « l'une des plus grandes stars du nouveau millénaire » et cité par la RIAA comme le quatrième rappeur le mieux payé avec 21 millions d'albums vendus aux États-Unis. Le 11 décembre 2009, Billboard classe Nelly troisième meilleur artiste de la décennie.
Nelly participe à l’émission américaine de danse avec les stars à partir du mois de septembre 2020.

## Biographie

### Jeunesse et débuts (1974–2000)
Nelly est né à Austin, au Texas, où son père était militaire. À sept ans, ses parents divorcent. Adolescent, Nelly emménage avec sa mère de St. Louis à University City, dans le Missouri. Au lycée, Nelly forme les St. Lunatics, un groupe local de hip-hop qui se popularise grâce à son single Gimme What Ya Got. Nelly décide d'entamer une carriere solo après l'échec d'une signature avec une grande maison de disque. Il est signé à l'Universal Music Group par l'A&R Kevin Law. Law explique, lors d'un entretien avec HitQuarters, que peu de gens du label aimaient Nelly à ses débuts, et qu'il recevait des critiques « considérablement négatives ». 
Originaire du Midwest, Nelly est mal accueilli par une scène hip-hop centrée sur la côte est, la côte ouest, le nord et le sud des États-Unis. Le label utilise cet avantage pour faire de Nelly une star représentant le Midwest, espérant ainsi en tirer de la fierté des résidents de St. Louis et des régions alentour. Nelly est signé avec les St. Lunatics. Kevin Law et Country du label Fo'Reel Entertainment décident dans un premier temps de lancer Nelly en solo et de le faire retourner à St. Lunatics l'année suivante.

### Carrière musicale

#### Country GrammaretNellyville(2000–2003)
Le label publie son premier album Country Grammar en 2000. Le succès de sa chanson homonyme (septième du Hot 100 et première des Hot Rap Tracks) mène l'album à la troisième place du Billboard 200. Les autres singles de l'album s'intitulent E.I. ; Ride wit Me, en featuring avec son frère City Spud ; et Batter Up, en featuring avec les St. Lunatics. L'album est certifié neuf fois disque de platine par la RIAA le 27 avril 2004.
En 2002, le deuxième album de Nelly, Nellyville, est publié, et débute premier du Billboard's Top 200 Music Albums ; son single Hot in Herre est également classé premier. Les autres singles incluent Dilemma avec Kelly Rowland, vendu à 7,6 millions d'exemplaires à l'international,; Work It avec Justin Timberlake, Air Force Ones avec Murphy Lee et les St. Lunatics, Pimp Juice et #1. L'album se vend très bien et est certifié sextuple disque de platine par la RIAA le 27 juin 2003. Hot in Herre remporte un Grammy Award dans la catégorie de « meilleure performance d'un chanteur » en 2003. En 2003, Nelly publie Da Derrty Versions: The Reinvention. Il contient le hit single Iz U issu de la bande-son de The Haunted Mansion de Walt Disney Pictures. Le clip vidéo d'un remix de Tip Drill fait la polémique à cause de scènes décrites comme misogynes. Cette polémique force Nelly à annuler son apparition au Spelman College, à Atlanta, en Géorgie. Des polémiques misogynes entourent également son single Pimp Juice. L'album est certifié disque de platine par la RIAA.

#### Succès continu,Sweat,SuitetBrass Knuckles(2004–2008)

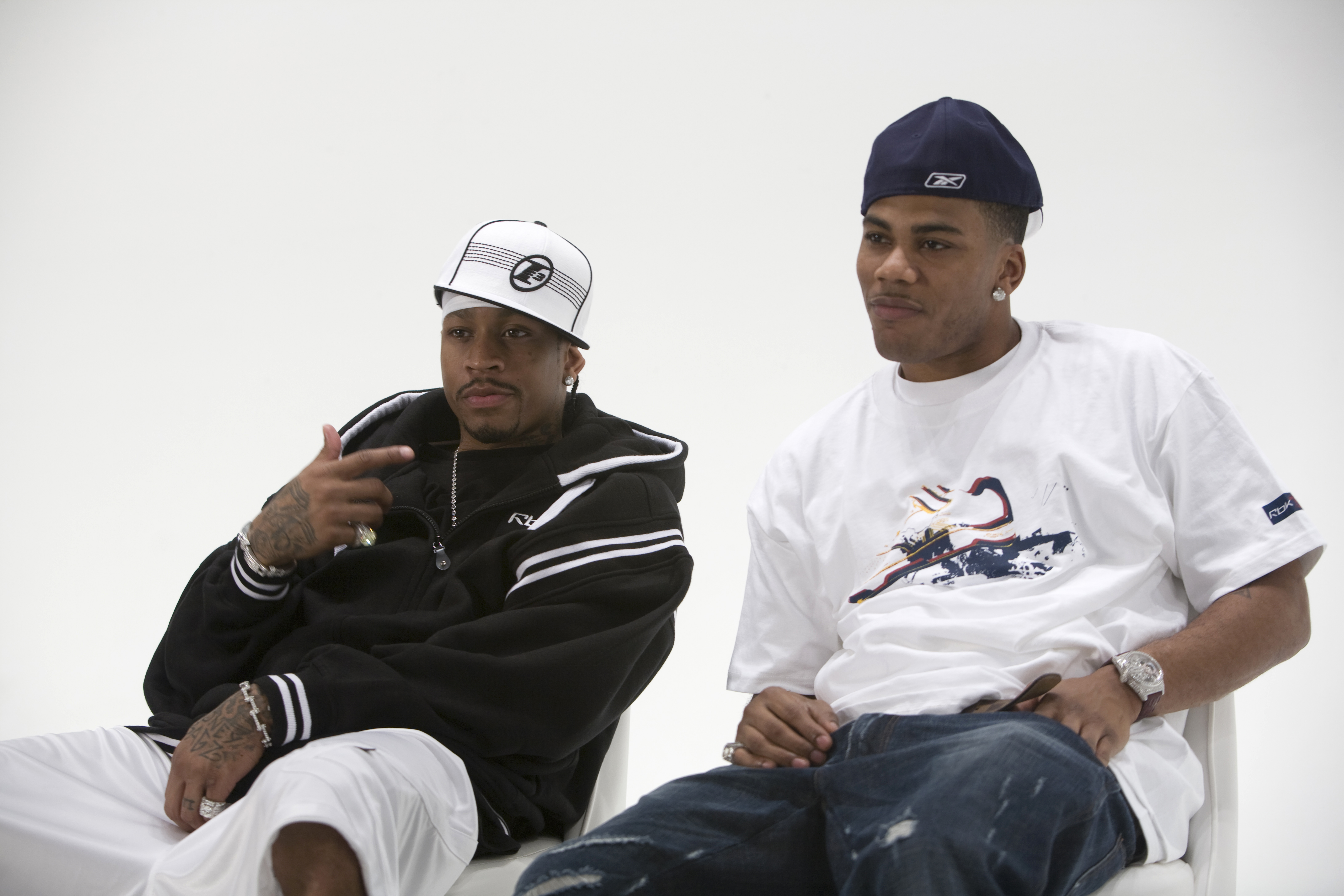
Nelly et Allen Iverson en 2007.

Le 14 septembre 2004, Nelly publie deux albums, Sweat et Suit. Suit, un album orienté RnB, débute premier des albums sur Billboard, et Sweat, un album axé rap, débute deuxième. Extraite de Suit, la ballade Over and Over, un duo avec la star de la country Tim McGraw, devient un succès crossover. Lors d'un concert télévisé, Tim McGraw: Here and Now, retransmis depuis NBC, McGraw et Nelly jouent la chanson. Une rivalité avec un autre rappeur de St. Louis, Chingy, s'installe à la fin de l'année. Tsunami Aid: A Concert for Hope, un concert pour aider les victimes du séisme et du tsunami de 2004 dans l'océan Indien fait participer Nelly. Pendant l'hiver 2005, il publie son album Sweatsuit, une compilation de chansons issues de Sweat et Suit avec nouvelles chansons. Grillz, produite par Jermaine Dupri, est un succès.
Brass Knuckles est publié le 16 septembre 2008, après de nombreux reports de date. La sortie est initialement prévue pour le 16 octobre et le 13 novembre. Son premier single s'intitule Wadsyaname, une ballade produite par Ron « NEFF-U » Feemstar, qui reprend un riff de piano issu de la chanson All My Life de K-Ci and JoJo,. Nelly confirme plus tard que Wadsya ne sera jamais incluse sur Brass Knuckles. Nelly enregistre la chanson Party People avec Fergie, produite par Polow da Don, qui deviendra finalement le premier single à paraître sur l'album. Stepped on My J'z est le single qui suit, produit par Jermaine Dupri avec Dupri et Ciara.

#### Collaborations et5.0(2009–2010)
A l'été 2009, Nelly fait une annonce publique à Las Vegas concernant un futur nouvel album. En octobre 2009, Nelly annonce ce nouvel album pour 2010. Dans une interview avec Semtex TV, Nelly révèle le titre de son album, Nelly. En avril 2010, le cousin de Nelly, Michael Johnson, est assassiné dans le Missouri ; Nelly reporte la date de sortie à la suite de cet événement. L'album fait participer T-Pain, Chris Brown, Akon, Plies, T.I., Kelly Rowland, Birdman, DJ Khaled, Avery Storm et Diddy-Dirty Money. En mai 2010, Nelly confirme le titre de l'album comme étant 5.0. L'album est publié le 16 novembre 2010. Le premier single s'intitule Just a Dream qui est publié le 17 août 2010 sur iTunes accompagné d'un single promotionnel intitulé Tippin' In da Club. Just a Dream débute à la 12e place du Billboard Hot 100 puis avance à la troisième place quatre semaines plus tard. La chanson atteint également la troisième place des Billboard Digital Songs, avec 888 000 téléchargements la première semaine après publication,. 

#### M.O.etThe Next: Fame Is at Your Doorstep(depuis 2011)
Le 24 décembre 2011, Nelly publie sa première mixtape solo, O.E.MO, un acronyme pour On Everything MO. La mixtape fait notamment participer T.I., 2 Chainz, Bei Maejor et les St. Lunatics. Le 4 juillet 2012, Nelly annonce la publication de son septième album sous le titre de M.O.. Il révèle aussi la participation de Chris Brown sur la chanson Marry Go Round. En août 2012, Nelly devient coach dans l'émission américaine The Next: Fame Is at Your Doorstep, avec Gloria Estefan, John Rich et Joe Jonas. Nelly publie sa deuxième mixtape, Scorpio Season, le 2 novembre 2012.
Depuis 2015, Nelly possède sa propre émission de télévision : Nellyville, diffusée depuis novembre 2014 et en France sur BET France. Le 6 août 2015, Nelly publie un nouveau single intitulé The Fix.

### Carrière cinématographique
Nelly fait une apparition dans un téléfilm, Snipes, au côté de Sam Jones III (de Smallville) et obtient son premier rôle au cinéma en 2005 dans la comédie Mi-temps au mitard, dans laquelle il joue le rôle de Megget. Malgré son succès aux États-Unis (plus de 100 millions de dollars de recettes), ce film n'a pas réussi à attirer les foules en France. 
Aujourd'hui, le rappeur avoue vouloir s'impliquer encore plus dans le cinéma d'action, ne se sentant pas encore prêt pour les romances. En 2007, le rappeur dévoile lors d'une interview être en plein tournage d'une comédie sur le bowling, du nom de Rolling Thunder. Il fait également une apparition dans 90210 Beverly Hills : Nouvelle Génération où il joue son propre rôle en 2011. Il participe également à cinq épisodes de la saison 5 et un épisode de la saison 6 de la série Les Experts : Manhattan.

### Business
Nelly possède sa propre marque de vêtements, Vo'Kal, depuis ses débuts dans la musique. Il détient également la marque de vêtements pour femmes à succès Apple Bottoms. Ces deux enseignes semblent être uniquement distribuées dans certains pays (États-Unis, Allemagne...). En 2003, Nelly publie sa propre boisson énergisante, Pimp Juice, du nom d'un de ses titres. Par ailleurs, Nelly est depuis 2004 copropriétaire de l'équipe de NBA des Charlotte Bobcats, avec le fondateur de la chaîne de musique BET et Michael Jordan depuis 2006.

## Affaires judiciaires
En 2015, Nelly est condamné pour possession de drogue.
En 2016, le rappeur doit verser 2,4 millions de dollars à l'administration fiscale pour des impôts non payés,.
En 2017, il est accusé de viol et arrêté. Il trouve un accord avec l'accusatrice en 2018.
En janvier 2018, il est accusé d'agressions sexuelles par deux autres femmes. En 2019, pour l'une de ces accusations dont les faits se seraient produits en Angleterre, un accord est trouvé avec l'accusatrice.
En 2024, il est arrêté pour possession d'ecstasy et défaut d'assurance automobile,.

## Vie privée
En 2001, la sœur de Nelly, Jacqueline « Jackie » Donahue, reçoit un diagnostic de leucémie. En 2003, ils fondent ensemble l’organisation Jes Us 4 Jackie afin de trouver un donneur compatible, mais leurs recherches restent vaines. Jackie s’éteint le 24 mars 2005. Malgré sa disparition, Nelly poursuit l’engagement de la fondation pour aider d’autres patients, notamment deux enfants de Saint-Louis.
Nelly a deux enfants : une fille née en février 1994 et un garçon né en mars 1999. En 2014, il se sépare de la chanteuse Ashanti, avec qui il était en couple depuis 2003. La même année, il commence à fréquenter Shantel Jackson,. Après six ans de vie commune, le couple se sépare en 2020.
En février 2024, il se remet en couple avec Ashanti. Le 17 avril 2024, cette dernière annonce attendre leur premier enfant. Elle donne naissance à un garçon, Kareem Kenkaide Haynes, le 18 juillet 2024.

## Discographie

### Albums studio
- 2000 : Country Grammar
- 2002 : Nellyville
- 2004 : Sweat
- 2004 : Suit
- 2008 : Brass Knuckles
- 2010 : 5.0
- 2013 : M.O.

### Album de remix
- 2003 : Da Derrty Versions: The Reinvention

### Compilations
- 2005 : Sweatsuit
- 2009 : The Best of Nelly

### EPs
- 2008 : 6 Derrty Hits
- 2010 : 6 Pack

### Singles
- 2000 : (Hot Shit...) Country Grammar
- 2000 : E.I.
- 2000 : Ride Wit Me (feat. City Spud)
- 2000 : Batter Up (feat. Murphy Lee & Ali)
- 2001 : #1
- 2001 : Where the Party At (Jagged Edge feat. Nelly)
- 2002 : Hot In Herre
- 2002 : Dilemma (feat. Kelly Rowland)
- 2002 : Air Force Ones (feat. Kyujan, Murphy Lee & Ali)
- 2002 : Girlfriend (*NSYNC feat. Nelly)
- 2002 : Atl TO Stl (Rasheeda feat. Nelly)
- 2002 : All Night Long (Brian McKnight feat. Nelly)
- 2002 : On My Own (Freeway feat. Nelly)
- 2003 : Work It (feat. Justin Timberlake)
- 2003 : Pimp Juice
- 2003 : Shake Ya Tailfeather (feat. P.Diddy & Murphy Lee)
- 2003 : Iz U
- 2004 : Flap Your Wings
- 2004 : My Place (feat. Jaheim)
- 2004 : Tilt Ya Head Back (feat. Christina Aguilera)
- 2004 : Na-Nana-Na (feat. Jazze Pha)
- 2004 : Over and Over (feat. Tim McGraw)
- 2004 : Girl Like U (Snoop Dogg feat. Nelly)
- 2005 : N Dey Say
- 2005 : Errtime (feat. King Jacob & Jung Tru)
- 2005 : Grillz (feat. Paul Wall & Ali & Gipp)
- 2005 : Nasty Girl (The Notorious B.I.G. feat. P. Diddy, Nelly, Jagged Edge & Avery Storm)
- 2005 : To the Floor (feat. Mariah Carey)
- 2006 : Call on Me (Janet Jackson feat. Nelly)
- 2006 : N Da Paint (Ali & Gipp feat. Nelly)
- 2006 : Hood (Ali & Gipp feat. Nelly & Pimp C)
- 2006 : All Night (Ali & Gipp feat. Nelly, Avery Storm & Juvenile)
- 2007 : Tryin to Get a Number (R.Kelly feat. Nelly)
- 2007 : Switch (Ashanti feat. Nelly)
- 2007 : Cut It Out (feat. Pimp C & Sean Paul des YoungBloodZ)
- 2007 : Wadsyaname
- 2008 : Kill Ya Self (Katt Williams feat. Nelly)
- 2008 : Party people (feat. Fergie)
- 2008 : Body on me (feat. Akon &  Ashanti)
- 2008 : Stepped On My J'z (feat. Jermaine Dupri &  Ciara)
- 2008 : Lie (feat. Keri Hilson & St-Lunatics)
- 2008 : Available
- 2008 : Spaz Out
- 2010 : Just a Dream
- 2010 : Tippin in the Club
- 2010 : Move That Body (feat. T-Pain &  Akon)
- 2010 : Gone (feat. Kelly Rowland)
- 2011 : Here I Am (Rick Ross feat. Nelly & Avery Storm)
- 2011 : The Champ
- 2013 : Hey Porsche
- 2013 : Get Like Me (feat. Nicki Minaj & Pharrell Williams)
- 2013 : 4x4 (Miley Cyrus feat. Nelly)
- 2013 : Cruise (Florida Georgia Line feat. Nelly)
- 2015 : The Fix (feat. Jeremih)